# Emma Muscatová
Emma Louise Marie Muscatová (* 27. listopadu 1999 San Ġiljan) je maltská zpěvačka, klavíristka, hudební skladatelka a modelka. 
Hudbě se věnovala od dětství a jejími vzory byly Alicia Keys a Aretha Franklinová. Svoji první skladbu „Alone“ vydala v roce 2016 na YouTube. V roce 2017 se zúčastnila italské talentové soutěže Amici di Maria De Filippi. Na koncertě ve Florianě v červenci 2018 vystupovala s Josephem Callejou a Erosem Ramazzottim. Krátce poté hostovala na Shadeově albu Truman v duetu nazvaném „Figurati noi“. Na konci roku vydala u společnosti Warner Music Group sólové album vánočních písní Moments Christmas Edition. V červenci 2020 nahrála s italským rapperem Astolem singl „Sangria“, který se v Itálii stal zlatou deskou.
Reprezentovala Maltu na soutěži Eurovision Song Contest 2022 s písní „I Am What I Am“, která byla v čele maltské hitparády. Na semifinálovém večeru v Turíně obsadila šestnácté místo a nepostoupila do finále. V roce 2022 také vydala extended play „I An Emma“ se šesti písněmi. S Bennym Benassim nazpívala v roce 2023 skladbu „M.I.A“. V březnu 2025 vydala singl s vlastní písní „Tutto quello che ho“. Vedle hudební činnosti je také aktivní jako módní influencerka.